# Vulci

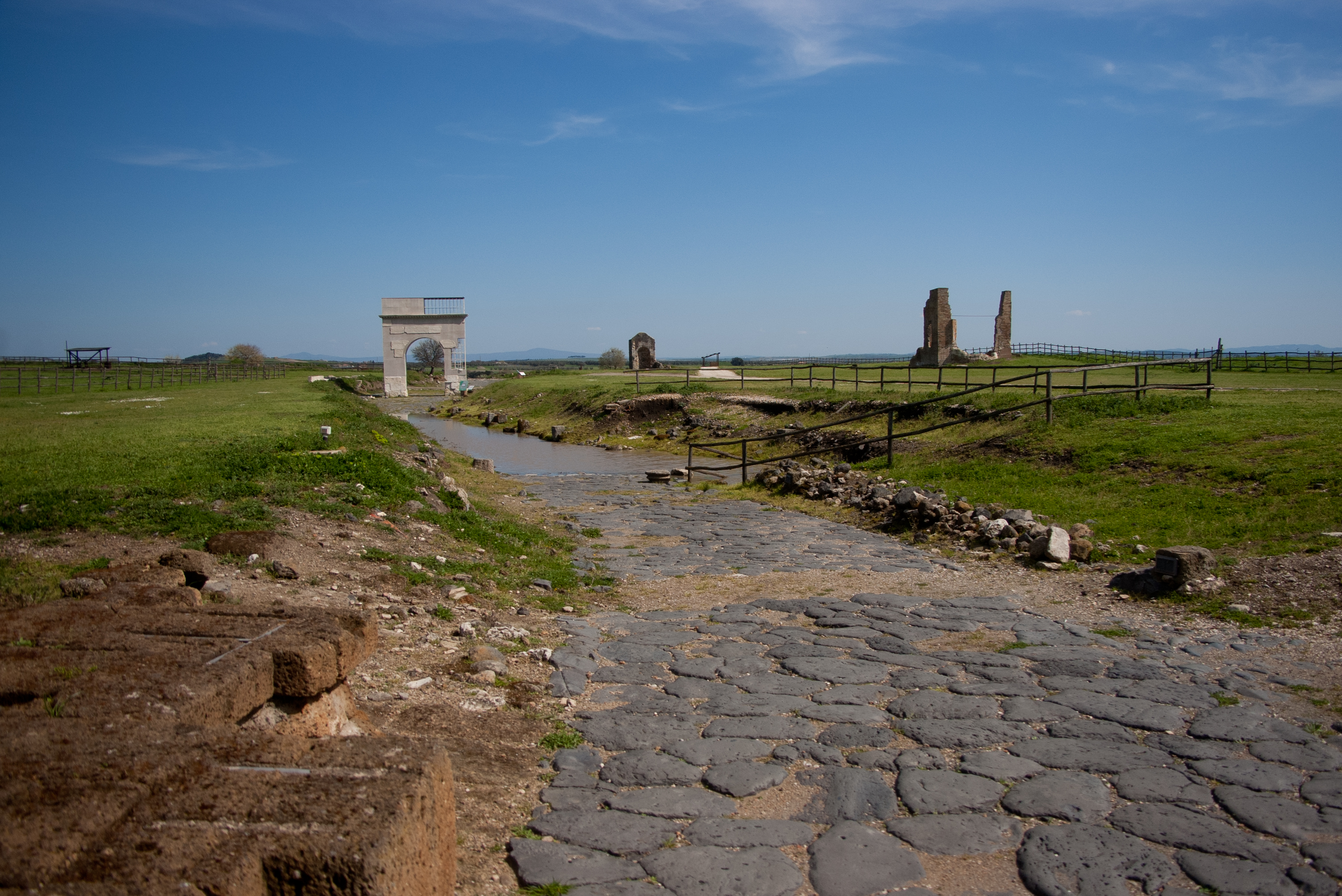
Vulci, Ausgrabungsstätte

Vulci oder Volci (etruskisch Velch oder Velcal) ist eine antike etruskische Stadt, 8 km vom Tyrrhenischen Meer, westlich des Flusses Armenta (heute Fiora), im Gemeindegebiet von Montalto di Castro gelegen.

## Geschichte
Vulci war eine der etrurischen Zwölfstädte. In der Geschichte wird die Stadt nur einmal anlässlich eines 280 v. Chr. von den Römern über Vulci gefeierten Triumphs erwähnt, als sie von einem Heer unter der Führung von Tiberius Coruncanius erobert wurde. 273 machten die Römer auch das als Hafen zu Vulci gehörende Cosa (heute die Ruinenstätte Ansedonia) zu einer Kolonie.

## Archäologie

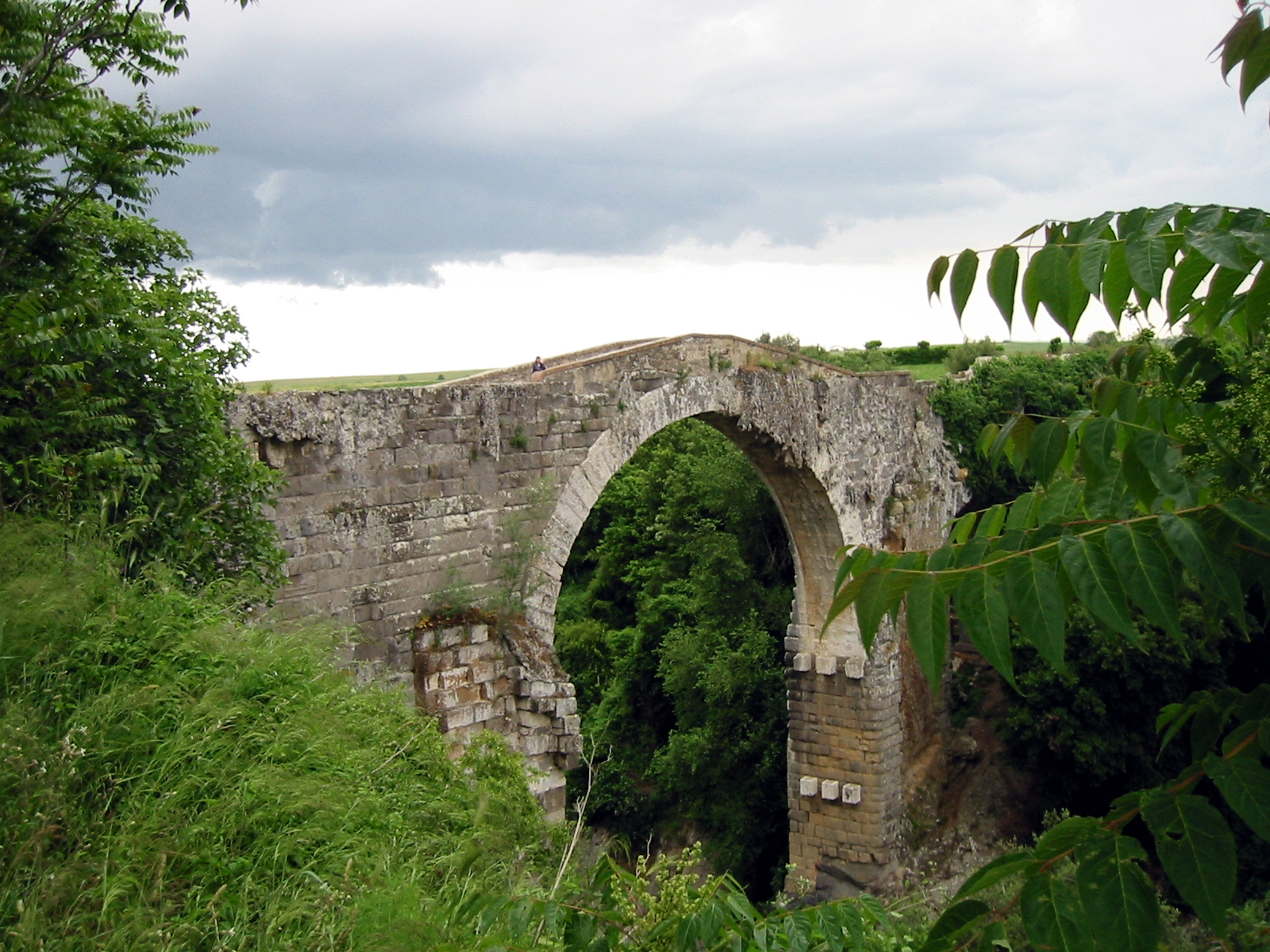
Ponte dell’Abbadia

Die Bedeutung und der Reichtum der Stadt Vulci zeigt sich in ihrer seit 1828 erforschten Nekropole. Einzigartige Prachtvasen wie die Amphora aus Vulci und die Bauchamphora des Andokides-Malers, Geschmeide und Bronzearbeiten aus dieser Nekropole gehören heute zu den Prunkstücken zahlreicher europäischer Museen. Die bedeutendste Grabanlage ist die Tomba François, die mit historisch wichtigen Malereien dekoriert ist. Das antike Siedlungsgebiet ist deutlich schlechter erforscht; zu den freigelegten Strukturen gehören eine der Hauptstraßen (der Decumanus), ein Abschnitt der Stadtbefestigung aus der Zeit des Hellenismus, ein Privathaus aus spätrepublikanischer Zeit (die Casa del Criptoportico) und eine große Tempelanlage, die als Tempio grande bezeichnet wird.
Bodenfunde aus der Totenstadt und anderen Ausgrabungsstätten der Umgebung sind im Museo Archeologico di Vulci, das im Castello dell’Abbadia untergebracht ist, zu besichtigen. Neben dem Kastell befindet sich der Ponte dell’Abbadia, eine Bogenbrücke etruskischen Ursprungs.

### Funde aus Vulci (Auswahl)

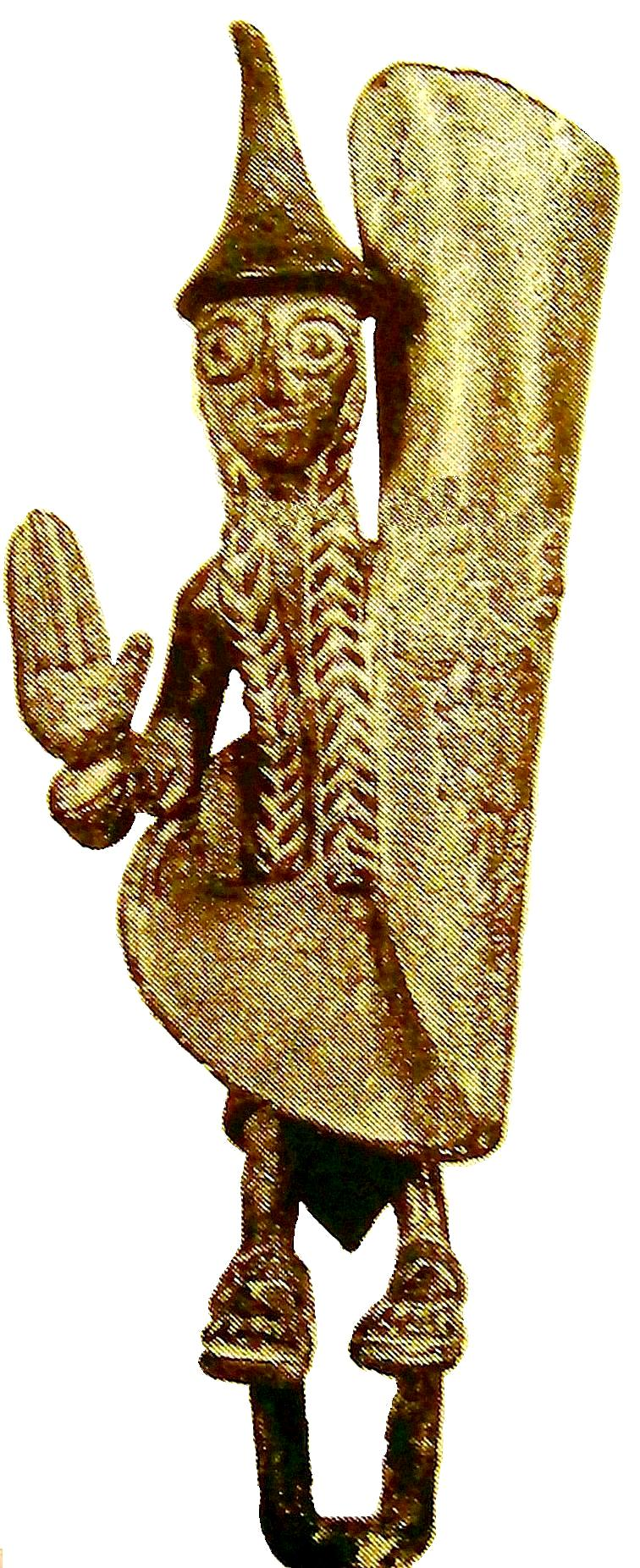
Bronzefigur der Nuraghenkultur
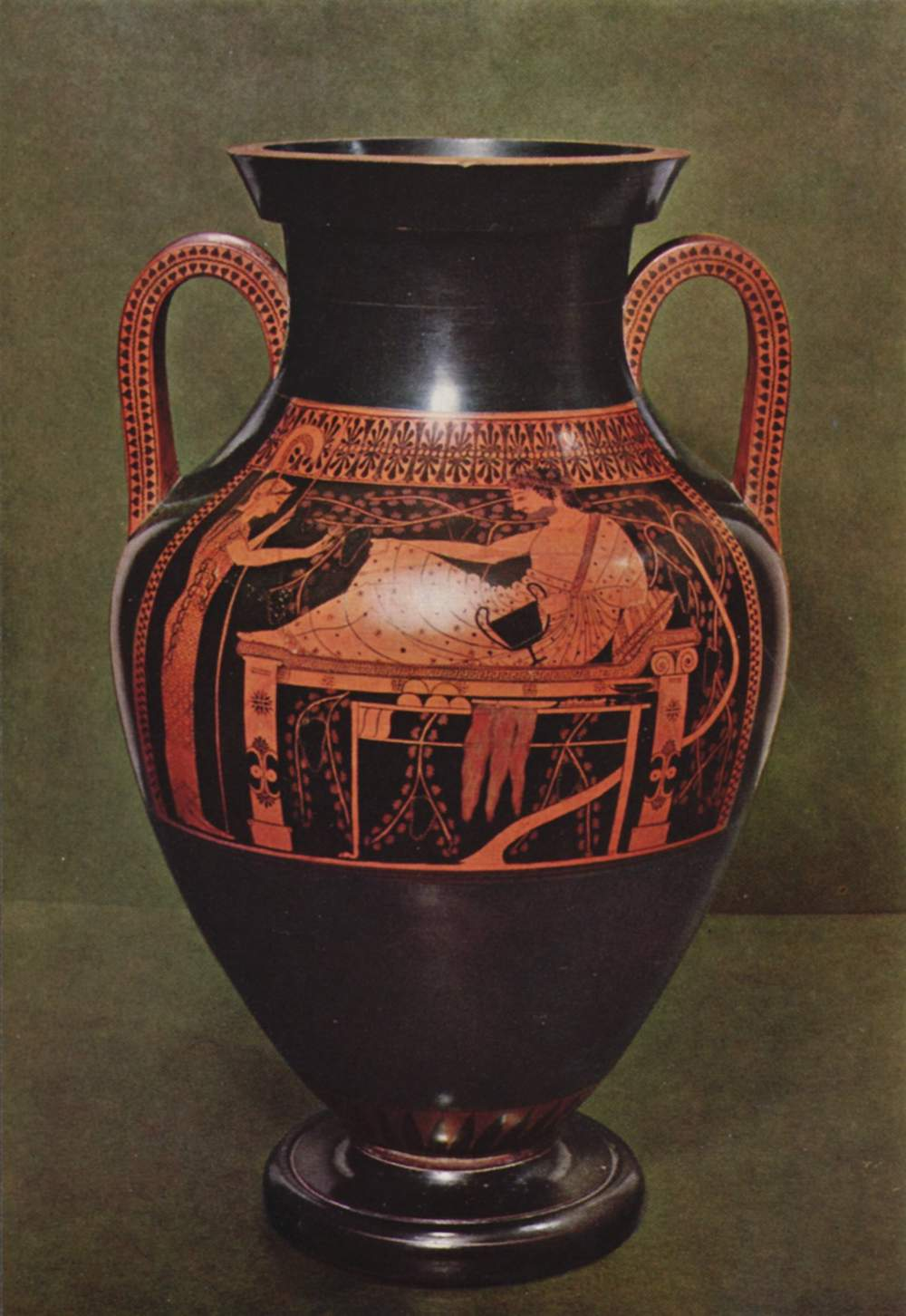
Bauchamphora des Andokides-Malers, attische Vasenmalerei
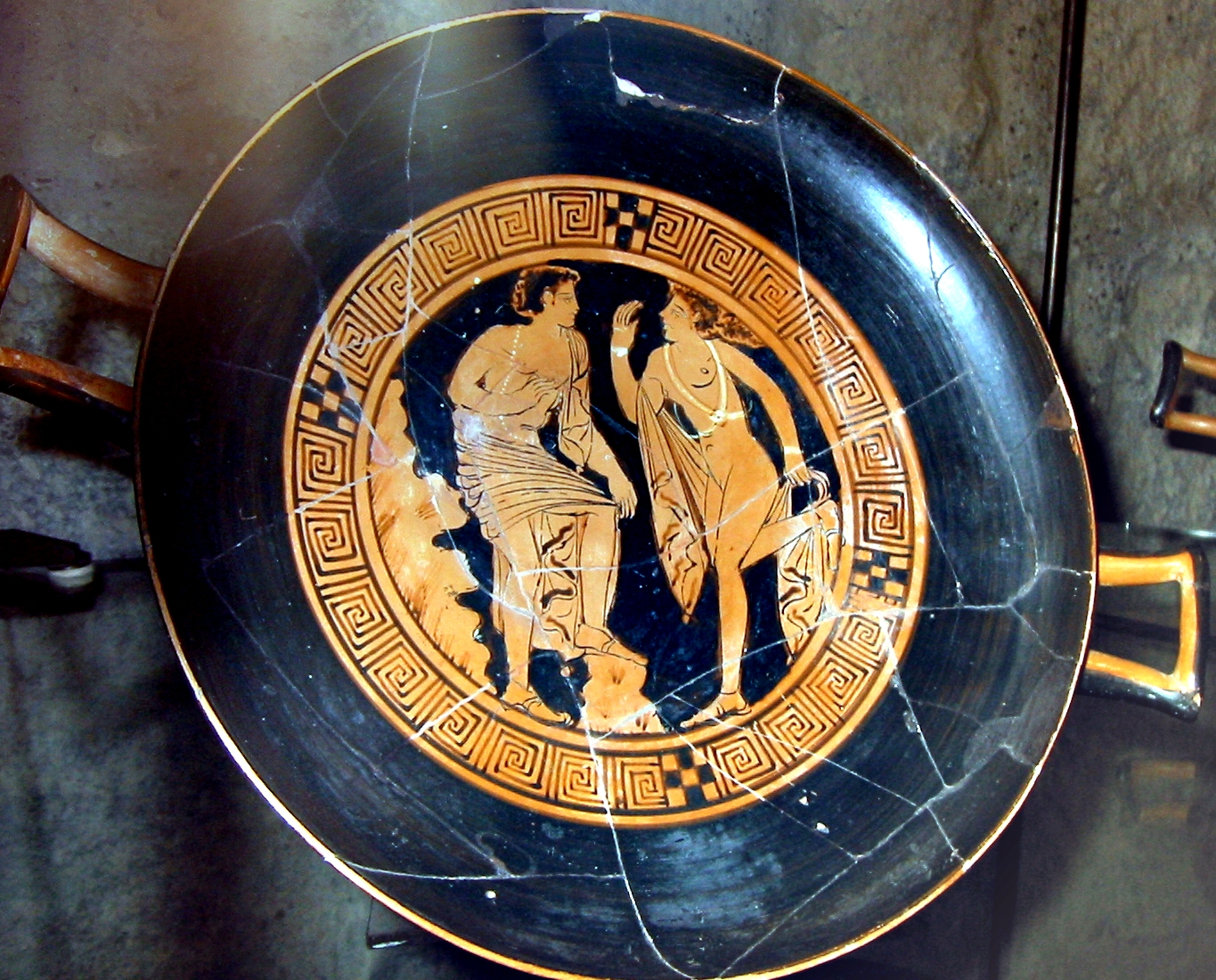
Kylix aus der Nekropole